# Денормализация
Денормализация (англ. denormalization) — намеренное приведение структуры базы данных в состояние, не соответствующее критериям нормализации, обычно проводимое с целью ускорения операций чтения из базы за счет добавления избыточных данных.

## Основные сведения
Устранение аномалий данных в соответствии с теорией реляционных баз данных требует, чтобы любая база данных была нормализована, то есть соответствовала требованиям нормальных форм. Соответствие требованиям нормализации минимизирует избыточность данных в базе данных и обеспечивает отсутствие многих видов логических ошибок обновления и выборки данных.
Однако при запросах большого количества данных операция соединения нормализованных отношений выполняется неприемлемо долго. Вследствие этого в ситуациях, когда производительность таких запросов невозможно повысить иными средствами, может проводиться денормализация — композиция нескольких отношений (таблиц) в одну, которая, как правило, находится во второй, но не в третьей нормальной форме. Новое отношение фактически является хранимым результатом операции соединения исходных отношений.
За счёт такого перепроектирования операция соединения при выборке становится ненужной и запросы выборки, которые ранее требовали соединения, работают быстрее.
Следует помнить, что денормализация всегда выполняется за счёт повышения риска нарушения целостности данных при операциях модификации. Поэтому денормализацию следует проводить в крайнем случае, если другие меры повышения производительности невозможны. Идеально, если денормализованная БД используется только на чтение.
Кроме того, следует учесть, что ускорение одних запросов на денормализованной БД может сопровождаться замедлением других запросов, которые ранее выполнялись отдельно на нормализованных отношениях.